# 德米特里·孔巴羅夫
德米特里·弗拉基米罗维奇·孔巴羅夫（俄语：Дмитрий Владимирович Комбаров，1987年1月22日—）是俄羅斯的一位足球運動員。在場上司職後衛。他現在效力于俄羅斯足球超級聯賽球隊莫斯科斯巴達足球俱樂部。他也代表俄羅斯國家足球隊參賽。

## 榮譽
莫斯科斯巴達
- 俄羅斯足球超級聯賽：2016-17
- 俄羅斯超級盃：2017